# Erich Landsteiner
Erich Landsteiner (* 12. Februar 1961 in Hollabrunn) ist ein österreichischer Historiker und Außerordentlicher Professor an der Universität Wien.

## Leben
Erich Landsteiner besuchte von 1967 bis 1971 die Volksschule in Retz und von 1971 bis 1979 das Bundesgymnasium Horn, wo er die Matura ablegte. 1979 inskribierte er an der Universität Wien das Studium der Geschichte und Germanistik, das er 1986 als Magister der Philosophie abschloss. 1992 wurde er an der Universität Wien zum Doktor der Philosophie promoviert.
Von 1989 bis 1998 war er Assistent am Institut für Wirtschafts- und Sozialgeschichte der Universität Wien. Von 1998 bis 2002 war er Assistenz-Professor am Institut für Wirtschafts- und Sozialgeschichte der Universität Wien und ab 28. Juni 2002 war er Universitätsdozent für Wirtschafts- und Sozialgeschichte. Seit 1. Oktober 2002 ist er Außerordentlicher Universitätsprofessor am Institut für Wirtschafts- und Sozialgeschichte der Universität Wien. Von 1. März 2018 bis 1. September 2020 war er dort auch Institutsvorstand. Seine Forschungsschwerpunkte sind Wirtschafts- und Sozialgeschichte der Frühen Neuzeit, Agrargeschichte sowie Handels- und Finanzgeschichte. Er betreibt im niederösterreichischen Weinviertel in kleinem Stil auch Weinbau, zu dessen Geschichte er zahlreiche Studien publizierte.

## Schriften (Auswahl)

### Monografien sowie Beiträge in Zeitschriften und Sammelwerken
- Wein und Weinbau in Niederösterreich im 19. und 20. Jahrhundert. Untersuchungen und Materialien zur bäuerlichen Kultur der Reben und der Produktion des Weines in Niederösterreich. Universität Wien, Diplomarbeit, Wien 1986.
- Weinbau und Gesellschaft in Ostmitteleuropa. Materielle Kultur, Wirtschaft und Gesellschaft im Weinbau, dargestellt am Beispiel Niederösterreichs in der frühen Neuzeit. Universität Wien, Dissertation, Wien 1992.
- Weinbau und bürgerliche Hantierung. Weinproduktion und Weinhandel in den landesfürstlichen Städten und Märkten Niederösterreichs in der frühen Neuzeit. In: Ferdinand Opll (Hrsg.): Stadt und Wein. Linz/Donau 1996 (= Beiträge zur Geschichte der Städte Mitteleuropas 14), S. 17–50.
- mit Andreas Weigl: „Sonsten finden wir die Sachen sehr übel auf’m Land beschaffen“. Krieg und lokale Gesellschaft in Niederösterreich (1618–1621). In: Hans Medick und Benigna von Krusenstjern (Hrsg.): Zwischen Alltag und Katastrophe. Der Dreißigjährige Krieg aus der Nähe. (= Veröffentlichungen des Max-Planck-Instituts für Geschichte Bd. 148), Göttingen 1999, S. 229–272.
- Teilbau und Lohnbau. Über zwei Formen der Arbeitsorganisation im Weinbau des Kremser Raumes. In: Willibald Rosner (Hrsg.): 1000 Jahre Krems – am Fluß der Zeit. St. Pölten 2001, S. 186–220.
- Beiträge zur Wirtschafts- und Sozialgeschichte Zentraleuropas in der frühen Neuzeit. Universität Wien, Habilitationsschrift, Wien 2002.
- Wenig Brot und saurer Wein? Kontinuität und Wandel in der zentraleuropäischen Ernährungskultur im letzten Drittel des 16. Jahrhunderts. In: Wolfgang Behringer, Hartmut Lehmann und Christian Pfister (Hrsg.): Kulturelle Konsequenzen der Kleinen Eiszeit. Göttingen 2005 (= Veröffentlichungen des Max-Planck-Instituts für Geschichte), S. 87–147.
- mit Martin Bauer: Der Weinbau der Waldviertler. In: Herbert Knittler (Hrsg.): Wirtschaftsgeschichte des Waldviertels. Horn 2006, S. 195–215.
- Die Krise der Innerberger Eisenproduktion an der Wende vom 16. zum 17. Jahrhundert. Versuch einer Neuinterpretation im Anschluss an Roman Sandgruber. In: Michael Pammer, Herta Neiß und Michael John (Hrsg.): Erfahrungen der Moderne. Festschrift für Roman Sandgruber zum 60. Geburtstag. Stuttgart 2007, S. 79–110.
- Landwirtschaft und wirtschaftliche Entwicklung 1500–1800. Eine Agrarrevolution in der Frühen Neuzeit? In: Markus Cerman, Ilja Steffelbauer und Sven Tost (Hrsg.): Agrarrevolutionen. Innsbruck/Wien/Bozen 2008, S. 173–205.
- Kein Zeitalter der Fugger. In: Peter Feldbauer und Jean-Paul Lehners (Hrsg.): Die Welt im 16. Jahrhundert. Wien 2008, S. 52–82.
- The production and trade of steel and steel tools in the early modern semi-periphery. A commoditiy chain approach to the Innerberg district (Austria) in the 16th and 17th centuries. In: Philippe Dillmann, Liliane Pérez und Catherine Verna: L’acier en Europe avant Bessemer. Toulouse 2011, S. 405–446.
- Landwirtschaft und Agrargesellschaft. In: Markus Cerman et al. (Hrsg.): Wirtschaft und Gesellschaft. Europa 1000–2000. Wien 2011, S. 178–210.
- Wein – Weinbau, Handel. In: Enzyklopädie der Neuzeit, Bd. 15 (Stuttgart-Weimar 2012), Sp. 886–893.
- Ein Kampf um Wald und Weide – mit Happy End. Die Geschichte des Mitterretzbacher Kirchenwaldes (1470–2001). In: Das Waldviertel 61, H. 2 (2012), 158–179.
- Die historische Ökonomie der Rebenkultur. Zur Wirtschaftsgeschichte des Weinbaus in Europa und in Niederösterreich. In: Hannes Etzlstorfer, Matthias Pfaffenbichler, Christian Rapp und Franz Regner (Hrsg.): Brot & Wein. Katalog zur Niederösterreichischen Landesausstellung „Brot & Wein“ vom 27. April bis 3. November 2013. Schallaburg 2013, Bd. 2, S. 15–22.
- mit Ernst Langthaler: Bauern, Hauer, Inwohner. Das Weinviertler Dorf als naturalsoziales System. Eine historische Perspektive. In: Volkskultur Niederösterreich GmbH (Hrsg.): Das Weinviertel. Mehr als Idylle. St. Pölten 2013, S. 28–35.
- Der Güterverkehr auf der österreichischen Donau (1560–1630). In: Peter Rauscher und Andrea Serles: Wiegen – Zählen – Registrieren. Handelsgeschichtliche Massenquellen und die Erforschung mitteleuropäischer Märkte (13.–18. Jahrhundert). Studien Verlag, Innsbruck/Wien/Bozen 2015. S. 217–254 (= Beiträge zur Geschichte der Städte Mitteleuropas. Bd. 25).
- Reichspfennigmeister Zacharias Geizkofler gründet eine Bank: Geldwesen und Kriegsfinanzierung im Habsburgerreich am Ende des 16. Jahrhunderts. In: Österreichische Zeitschrift für Geschichtswissenschaften 26, Nr. 1, 2015, S. 183–212.
- Kulturtechnik, Betriebsformen und Arbeitsorganisation. In: Willi Klinger und Karl Vocelka (Hrsg.): Wein in Österreich. Die Geschichte. Christian Brandstätter Verlag, 2. Auflage, Wien 2020, S. 158–179.

### Als Herausgeber
- mit Peter Feldbauer und Franz X. Eder: Redaktion des Bandes Wiener Wege der Sozialgeschichte, Wien 1997.
- mit Markus Cerman: Eduard Maur, Gutsherrschaft und „zweite Leibeigenschaft“ in Böhmen. Studien zur Wirtschafts-, Sozial- und Bevölkerungsgeschichte (14.–18. Jahrhundert), Wien/München 2001.
- mit Friedrich Edelmayer und Renate Pieper: Die Geschichte des europäischen Welthandels und der wirtschaftlichen Globalisierungsprozeß. Wien/München 2001.
- mit Rita Garstenauer und Ernst Langthaler: Land-Arbeit. Arbeitsbeziehungen in ländlichen Gesellschaften Europas (17. bis 20. Jahrhundert). Innsbruck et al. 2010 (= Jahrbuch für Geschichte des ländlichen Raumes 2008).
- mit Markus Cerman: Zwischen Land und Stadt. Wirtschaftsverflechtungen von ländlichen und städtischen Räumen in Europa 1300–1600. Innsbruck et al. 2010 (= Jahrbuch für Geschichte des ländlichen Raumes 2009).
- mit Ernst Langthaler: Agrosystems and labour relations in European rural societies: Middle Ages – Twentieth Century. Turnhout 2010 (= Rural History in Europe 3).
- mit Tim Soens: Farming the City. The Resilience and Decline of Urban Agriculture in European History. Studien Verlag, Innsbruck/Wien 2020, ISBN 978-3-7065-5115-1.